# Ectinus aterrimus
Ectinus aterrimus is een keversoort uit de familie van de kniptorren (Elateridae). De wetenschappelijke naam is gepubliceerd in 1761 door Linnaeus.

## Kenmerken
De kevers zijn 10 tot 15 millimeter lang. Zijn lichaam is vaag glanzend zwart gekleurd en heeft dichte bruine haren. De poten zijn donker bruinrood, de voelsprieten zwart of gelijk gekleurd. Bij de mannetjes strekken de laatste zich uit tot de prominente achterste hoeken van het pronotum, bij de vrouwtjes zijn ze korter. De soort wordt gekenmerkt door zijn langwerpige "S"-vormige voorhoofdsruggen die reiken tot aan de frontplaat (clypeus). Dit onderscheidt ze van Agriotes pilosellus, wiens voorhoofdsruggen de voorhoofdsplaat niet bereiken en wiens lichaam roodachtig tot donkerbruin van kleur is.

## Verspreiding
De kevers komen voor in Europa naar Zuid-Noorwegen, Midden-Zweden en Zuid-Finland, oostwaarts naar Siberië. Ze zijn afwezig op de Britse eilanden. 

## Ecologie
De soort komt voor in loofbossen, van de laaglanden tot de valleien van de Alpen.

## Levenswijze
De imago's zijn te zien op bloemen, struiken of dood hout. Net als alle andere klikkevers leven de larven in de grond en voeden zich met wortels. Ze kunnen soms schade aanrichten aan de wortels van jonge plantjes in kwekerijen.
Ze vliegen van mei tot augustus.